# Steven Da Costa
Steven Da Costa (Mont-Saint-Martin, 23 gennaio 1997) è un karateka francese. È stato campione olimpico ai Giochi di Tokyo 2020 e portabandiera per la Francia durante la cerimonia di chiusura della manifestazione.

## Biografia
Anche il fratello maggiore Logan Da Costa e il gemello Jessie Da Costa sono karateka di caratura internazionale.

## Palmarès
| Anno | Manifestazione  | Sede        | Evento           | Risultato | Note |
| ---- | --------------- | ----------- | ---------------- | --------- | ---- |
| 2015 | Giochi europei  | Baku        | Kumite 67 kg     | Argento   |      |
| 2016 | Europei         | Montpellier | Kumite 67 kg     | Oro       |      |
| 2016 | Europei         | Montpellier | Kumite a squadre | Oro       |      |
| 2016 | Mondiali        | Linz        | Kumite 67 kg     | Bronzo    |      |
| 2016 | Mondiali        | Linz        | Kumite a squadre | Bronzo    |      |
| 2017 | Europei         | İzmit       | Kumite a squadre | Argento   |      |
| 2017 | Giochi mondiali | Breslavia   | Kumite 67 kg     | Oro       |      |
| 2018 | Mondiali        | Madrid      | Kumite 67 kg     | Oro       |      |
| 2019 | Europei         | Guadalajara | Kumite 67 kg     | Oro       |      |
| 2021 | Europei         | Parenzo     | Kumite 67 kg     | Bronzo    |      |
| 2021 | Giochi olimpici | Tokyo       | Kumite 67 kg     | Oro       |      |
| 2021 | Mondiali        | Dubai       | Kumite 67 kg     | Oro       |      |